# Wenzel Anton von Kaunitz
Wenzel Anton von Kaunitz (ur. 2 lutego 1711 w Wiedniu, zm. 27 czerwca 1794 tamże) – książę, austriacki mąż stanu i dyplomata.
Wywodził się ze starego rodu czeskiego hrabiów Kaunitzów, w roku 1764 z rąk cesarskich otrzymał tytuł księcia Rzeszy (Reichsfürst von Kaunitz-Rietberg). Kanclerz Austrii w latach 1753–1792, twórca sojuszu Austrii z Francją przeciw Prusom (wojna siedmioletnia 1756–1763), jeden z głównych inspiratorów I rozbioru Polski. Był jednym z piewców absolutyzmu oświeconego oraz mecenasem literatury i sztuki.
W latach 1741–1744 był austriackim ambasadorem w Turynie, a w latach 1750–1753 w Wersalu. Jako ambasador przy wersalskim dworze przyczynił się do tzw. odwrócenia przymierzy (franc. renversement des alliances). Był zdania, że trwająca dwa wieki rywalizacja austriacko-francuska przyczyniła obu krajom jedynie szkody, a w tym czasie wzrosły w siłę inne państwa takie jak: Królestwo Prus, Królestwo Wielkiej Brytanii czy Imperium Rosyjskie. Zaproponował więc Francuzom sojusz. Pomogła mu madame Pompadour, która przekonała Ludwika XV i ministrów do przyjęcia propozycji Kaunitza.
W roku 1753 został kanclerzem (Staatskanzler – austriackim MSZ). Poprzednio urząd ten sprawował Johann Christoph von Bartenstein, zaufany człowiek Marii Teresy. Kaunitz, którego energię dostrzegła cesarzowa, spowodował ograniczenie władzy Bartensteina jedynie do spraw polityki finansowej i ekonomicznej, po pewnym czasie sam przejął wszystkie sprawy. Najwyższy urząd w państwie Kaunitz sprawował aż do śmierci cesarza Leopolda II w 1792 roku. Jako kanclerz zreformował i zmodernizował państwo Habsburgów.
W 1760 roku z jego inicjatywy powołano do życia Radę Stanu (Staatsrat) jako organ doradczy monarchy, kontrolujący wszystkie władze w państwie.
W 1736 roku poślubił Marię Ernestynę von Starhemberg (1717–1749). Para miała siedmioro dzieci, w tym:
- Ernst Christoph von Kaunitz-Rietberg (1737–1797)
- Dominik Andreas von Kaunitz-Rietberg-Questenberg (1739–1812)
- Franz Wenzel von Kaunitz-Rietberg (1742–1825)
- Joseph Clemens von Kaunitz-Rietberg (1743–1785)
- Maria Antonia von Kaunitz-Rietberg (1745–?)